# Ислам в Израиле
Ислам является второй по численности и значению религией на территории современного государства Израиль. С VIII до середины начала XX века ислам в стране абсолютно преобладал. Ныне мусульмане (в первую очередь ислам исповедуют израильские арабы) составляют порядка 16,8 % населения страны и их доля имеет тенденцию к росту за счёт более высокой фертильности арабов (4,0 ребёнка в среднем на израильских арабок по сравнению с 2,7 у евреек в 2008 г.). Несмотря на более быстрое сокращение рождаемости у мусульман, их доля среди новорожденных (22,2 %) была заметно выше их доли в населении (16,8 %) в 2008 г.

## Иерусалим
Для мусульман Иерусалим считается третьим по значению священным городом после Мекки и Медины.

## Хадж
В октябре 2012 года израильские власти не позволили многим арабам Израиля совершить паломничество в Мекку. Причиной тому стала неуплата «телевизионного сбора» за трансляцию официального израильского 1-го телеканала и других передач «Управления телерадиовещания». Согласно израильскому законодательству, этот налог обязано платить всё население Израиля. По данным местных СМИ, арабы Израиля, в том числе считающие себя палестинцами, обратились в организации по правам человека, чтобы оспорить решение израильских властей.